# Pasmo Skaliste (Góry Wierchojańskie)
Pasmo Skaliste (ros. Скалистый хребет) – pasmo górskie w azjatyckiej części Rosji, w Jakucji. Stanowi południowo-wschodnie zakończenie Gór Wierchojańskich. Ciągnie się na długości około 320 km. Od północnego zachodu ogranicza je dolina rzeki Tompo, a od południa dolina rzeki Tyry, za którą znajduje się pasmo Sette-Daban.
Najwyższy szczyt (bez nazwy) ma wysokość 2017 m n.p.m.
Pasmo zbudowane jest z piaskowców i wapieni. W dolinach tajga modrzewiowa, powyżej 1300 m tundra górska.